# 泣きたいくらい
「泣きたいくらい」（なきたいくらい）は、日本の歌手・大原櫻子の9作目のシングル。

## 概要
前作「さよなら」より5ヶ月ぶりのリリースとなった。
本作のカップリングはオリジナルの新曲の他に、初のカヴァー曲も収録される。
形態は初回限定盤A、初回限定盤B、通常盤の3種類。初回限定盤Aと初回限定盤BはDVDが付く。

## 収録曲

### CD
1. 泣きたいくらい
（資生堂SEA BREEZE CMソング）
2. 遠くまで
（富士通エフサス 企業CMソング）
3. みんな空の下（Sound Inn "S" Ver.）
絢香の同名楽曲のカヴァー。
4. 泣きたいくらい（Instrumental）
5. 遠くまで（Instrumental)

### DVD
1. 「泣きたいくらい」Music Video（初回限定盤A）
2. 「遠くまで」Music Video（初回限定盤B）

## 参加ミュージシャン
- 大原櫻子：Vocal (#1,2,3)
- 小名川高弘：Piano & Guitar (#1,4)
- 草刈浩司：Guitar (#1,4)
- 目黒郁也： Bass (#1,4)
- 髭白健：Drums (#1,4)
- 須原杏ストリングス：Strings (#1,4)